# Campionati asiatici femminili di pallacanestro
I Campionati asiatici femminili di pallacanestro FIBA (in inglese FIBA Women's Asia Cup) sono una competizione di pallacanestro organizzata ogni due anni dalla FIBA Asia che mette a confronto le rappresentative nazionali asiatiche della FIBA Asia e, dal 2017, della FIBA Oceania.

## Albo d'oro
| Anno          | Sede         | Finale 1º/2º  | Finale 1º/2º | Finale 1º/2º  | Finale 3º/4º  | Finale 3º/4º | Finale 3º/4º  |
| Anno          | Sede         | Vincitore     | punteggio    | Secondo posto | Terzo posto   | punteggio    | Quarto posto  |
| ------------- | ------------ | ------------- | ------------ | ------------- | ------------- | ------------ | ------------- |
| 1965 dettagli | Seul         | Corea del Sud | girone unico | Giappone      | Taipei cinese | girone unico | Filippine     |
| 1968 dettagli | Taipei       | Corea del Sud | girone unico | Giappone      | Taipei cinese | girone unico | Thailandia    |
| 1970 dettagli | Kuala Lumpur | Giappone      | girone unico | Corea del Sud | Taipei cinese | girone unico | Malaysia      |
| 1972 dettagli | Taipei       | Corea del Sud | 66 - 51      | Taiwan        | Thailandia    | 70 - 54      | Indonesia     |
| 1974 dettagli | Seul         | Corea del Sud | girone unico | Giappone      | Taipei cinese | girone unico | Iran          |
| 1976 dettagli | Hong Kong    | Cina          | girone unico | Corea del Sud | Giappone      | girone unico | Malaysia      |
| 1978 dettagli | Kuala Lumpur | Corea del Sud | girone unico | Cina          | Giappone      | girone unico | Malaysia      |
| 1980 dettagli | Hong Kong    | Corea del Sud | girone unico | Cina          | Giappone      | girone unico | Malaysia      |
| 1982 dettagli | Tokyo        | Corea del Sud | girone unico | Cina          | Giappone      | girone unico | Macao         |
| 1984 dettagli | Shanghai     | Corea del Sud | 62 - 61      | Cina          | Giappone      | 81 - 53      | Filippine     |
| 1986 dettagli | Kuala Lumpur | Cina          | girone unico | Corea del Sud | Taipei cinese | girone unico | Giappone      |
| 1988 dettagli | Hong Kong    | Corea del Sud | girone unico | Cina          | Taipei cinese | girone unico | Giappone      |
| 1990 dettagli | Singapore    | Cina          | girone unico | Corea del Sud | Giappone      | girone unico | Taipei cinese |
| 1992 dettagli | Seul         | Cina          | 89 - 76      | Corea del Sud | Giappone      | 79 - 75      | Taipei cinese |
| 1994 dettagli | Sendai       | Cina          | 74 - 66      | Corea del Sud | Giappone      | 92 - 67      | Taipei cinese |
| 1995 dettagli | Shizuoka     | Cina          | 94 - 69      | Corea del Sud | Giappone      | 68 - 65      | Taipei cinese |
| 1997 dettagli | Bangkok      | Corea del Sud | 74 - 61      | Giappone      | Cina          | 101 - 63     | Taipei cinese |
| 1999 dettagli | Shizuoka     | Corea del Sud | 68 - 65      | Giappone      | Taipei cinese | 68 - 57      | Cina          |
| 2001 dettagli | Bangkok      | Cina          | 105 - 76     | Giappone      | Corea del Sud | 78 - 63      | Taipei cinese |
| 2004 dettagli | Sendai       | Cina          | 92 - 80      | Giappone      | Corea del Sud | 88 - 59      | Taipei cinese |
| 2005 dettagli | Qinhuangdao  | Cina          | 73 - 67      | Corea del Sud | Taipei cinese | 73 - 62      | Giappone      |
| 2007 dettagli | Incheon      | Corea del Sud | 79 - 73      | Cina          | Giappone      | 73 - 70      | Taipei cinese |
| 2009 dettagli | Chennai      | Cina          | 91 - 71      | Corea del Sud | Giappone      | 72 - 57      | Taipei cinese |
| 2011 dettagli | Nagasaki     | Cina          | 65 - 62      | Corea del Sud | Giappone      | 83 - 56      | Taipei cinese |
| 2013 dettagli | Bangkok      | Giappone      | 65 - 43      | Corea del Sud | Cina          | 61 - 53      | Taipei cinese |
| 2015 dettagli | Wuhan        | Giappone      | 85 - 50      | Cina          | Corea del Sud | 52 - 45      | Taipei cinese |
| 2017 dettagli | Bangalore    | Giappone      | 74 - 73      | Australia     | Cina          | 75 - 51      | Corea del Sud |
| 2019 dettagli | Bangalore    | Giappone      | 71 - 68      | Cina          | Australia     | 98 - 62      | Corea del Sud |
| 2021 dettagli | Amman        | Giappone      | 78 - 73      | Cina          | Australia     | 88 - 58      | Corea del Sud |
| 2023 dettagli | Sydney       | Cina          | 73 - 71      | Giappone      | Australia     | 81 - 59      | Nuova Zelanda |
| 2025 dettagli | Shenzhen     | Australia     | 88 - 79      | Giappone      | Cina          | 101 - 66     | Corea del Sud |

## Medagliere per nazioni
Dati aggiornati all'edizione 2023
| Pos. | Paese         | Oro | Argento | Bronzo | Totale |
| ---- | ------------- | --- | ------- | ------ | ------ |
| 1    | Corea del Sud | 12  | 11      | 3      | 26     |
| 2    | Cina          | 12  | 9       | 4      | 25     |
| 3    | Giappone      | 6   | 9       | 12     | 27     |
| 4    | Australia     | 1   | 1       | 3      | 5      |
| 5    | Taipei cinese | 0   | 1       | 8      | 9      |
| 6    | Thailandia    | 0   | 0       | 1      | 1      |